# 빈베이 철로
빈베이 철로(滨北铁路)는 헤이룽장성 하얼빈시 하얼빈 동역(원래명칭 싼커수 역)에서 시작되어 헤이룽장 성 베이안 시 베이안 역까지 이르는 철도 노선이다. 전 노선의 길이는 333 km이며, 하얼빈 철로국(哈尔滨铁路局)의 관할하에 있다.

## 역사
빈베이 철로는 이전에 후하이 철로(呼海铁路)로 알려졌으며,이 노선은 싼커수 역(三棵树站)에서 하이런 역(海伦站)까지 지어졌으며, 1925년 10월에 설립, 1928년 12월 15일 완공되어, 1929년 7월 1일에 개장했다. 1932년에 후하이 철로는 남만주 철도 주식회사(南满洲铁道株式会社)의 관할하에 위치하고, 하이런 역에서 베이안 역까지의 철도는 1933년에 지어졌고, 1935년에 개통되었다. 중화인민공화국 건국 이후, 전 구간 노선을 빈베이 철로로 개명하였다. 1962년에 빈베이 철도의 복선화가 완료되었다.